# Emotionsfokussierte Therapie
Die Emotionsfokussierte Therapie (EFT), auch prozess-erlebensorientierte Therapie, ist ein Psychotherapieverfahren für die Arbeit mit Individuen, Paaren und Familien, entwickelt u. a. von Leslie Greenberg und Sue Johnson. Auf der Basis neurowissenschaftlicher Erkenntnisse sowie der Psychotherapieprozess- und -ergebnisforschung integriert sie Elemente der Gestalttherapie, Klientenzentrierten Psychotherapie, Systemischen Therapie und Bindungstheorie. Über die direkte Arbeit mit emotionalen Prozessen hat die Emotionsfokussierte Therapie zum Ziel, dysfunktionales emotionales Erleben zu transformieren, adaptive Emotionen zu nutzen und die emotionale Intelligenz der Patienten zu verbessern. Sie ist aus einem seit mittlerweile 40 Jahren bestehenden Forschungsprogramm zur Rolle von Emotionen im psychotherapeutischen Veränderungsprozess erwachsen.

## Zielsetzung und therapeutische Kernprinzipien
Die Emotionsfokussierte Therapie (EFT) soll Menschen helfen, ihre Emotionen wahrzunehmen, zu erlauben, zu akzeptieren, zu explorieren, ihnen bewusst eine Bedeutung zu verleihen, sie flexibel zur Lösung aktueller Probleme zu nutzen und zu transformieren, wenn sie nicht hilfreich sind. Im Kern soll dysfunktionales emotionales Erleben verändert und adaptives Erleben nutzbar gemacht werden. Emotionen werden als Motor für Veränderungen auch auf der Ebene der Kognitionen und des Verhaltens gesehen.
Das zentrale Prinzip ist die Veränderung von Emotionen durch Emotionen. Maladaptive primäre Emotionen wie Angst, Scham oder Traurigkeit über Einsamkeit und Verlassensein können durch die Aktivierung anderer adaptiver Emotionen (z. B. Mitgefühl, Traurigkeit oder ermächtigende Wut) transformiert werden. Der Therapeut suggeriert den Klienten dabei nicht ein anderes emotionales Erleben oder eine andere grundlegende Überzeugung, sondern eröffnet ihm vielmehr die Möglichkeit zur eigenständigen Reorganisation seines Erlebens.
Kernprinzipien der therapeutischen Arbeit sind die Förderung einer erlebensorientierten Verarbeitung beim Klienten durch Akzeptanz und Zuwendung zu inneren Prozessen und Bedürfnissen sowie der aktive Ausdruck von emotionalem Erleben. Die Prozesssteuerung durch den Therapeuten ist explorativ und orientiert sich an bestimmten Markern für spezifische Probleme der emotionalen Verarbeitung, die der Therapeut identifiziert: das können problematische emotionale Reaktionen, unklare Felt Senses, Selbstunterbrechungen eigenen emotionalen Erlebens, konflikthafte Spaltungen (z. B. selbstkritische oder Angst erzeugende Prozesse) oder ein Unfinished Business im Sinne von wiederkehrendem, belastendem Erleben gegenüber wichtigen Bezugspersonen sein.
Neben Focusing-Elementen zur Symbolisierung von körperlich spürbaren Felt Senses wird als therapeutische Intervention je nach Marker die Arbeit mit Stühlen genutzt. Selbstunterbrechende Prozesse werden etwa explizit gemacht, indem der Klient aufgefordert wird, sich vom anderen Stuhl aus aktiv selbst zu unterbrechen und nach erneutem Stuhlwechsel seine innere Reaktion darauf zu erleben. Bei konflikthaften Spaltungen (splits) werden in der Stuhl-Arbeit ebenfalls das erlebende Selbst und der z. B. selbstabwertende innere Kritiker räumlich voneinander getrennt, explizit gemacht und in eine Möglichkeit des Austausches versetzt. Ein Unfinished Business basierend auf biographischen Bedürfnisfrustrationen kann durch die Arbeit mit einem leeren Stuhl, in welchem der Klient die wichtige Bezugsperson in ihren frustrierenden Aspekten imaginiert, reinszeniert und bearbeitet werden. Die interne Repräsentation des Gegenübers wird expliziert, resultierende Gefühle und frustrierte Bedürfnisse im erlebenden Selbst zugänglich gemacht und ein Austausch und Dialog initiiert.

## Spezifische Indikationen
In der EFT gibt es zahlreiche Ansätze für spezielle Indikationen, insbesondere hinsichtlich der Arbeit mit depressiven und traumatisierten Klienten, bei generalisierter Angst sowie für Emotionsfokussierte Paartherapie.

## EFT in Deutschland
Für die Verbreitung der Emotionsfokussierten Paartherapie setzt sich die EFT Community Deutschland e. V. mit Sitz in Berlin ein. 2018 wurde zur Förderung der Vernetzung und Verbreitung des emotionsfokussierten Ansatzes im Einzel- und Paarsetting die Deutsche Gesellschaft für Emotionsfokussierte Therapie e. V. (DeGEFT) gegründet, ein gemeinnütziger Verein mit Sitz in München.

## EFT in der Schweiz
Die Schweizerische Gesellschaft für Emotionsfokussierte Therapien (EFT-CH) ist ein Verein im Sinne der Art. 60ff des Schweizerischen Zivilgesetzbuches. EFT-CH wurde am 25. April 2015 in Bern gegründet. Der Zweck von EFT-CH ist die Förderung von Aktivitäten, welche der Verbesserung und Erweiterung klinischer und theoretischer Aspekte der psychotherapeutischen Ansätze dienen, die auf Emotionen fokussieren (insbesondere der Emotionsfokussierte Therapie EFT).
Das Schweizerische Institut für Emotionsfokussierte Therapie in Bern bietet isEFT-zertifizierte Ausbildungen in Emotionsfokussierter Therapie (EFT) und Emotionsfokussierter Paartherapie (EFT-C) an.